# Gbéssé
Gbéssé est un village situé dans le district des Lagunes dans le Sud de la Côte d'Ivoire. Il s'agit d'une localité rurale appartenant à la sous-préfecture d'Agboville dans la région d'Agnéby-Tiassa.